# Comptosia bancrofti
Comptosia bancrofti är en tvåvingeart som beskrevs av Edwards 1934. Comptosia bancrofti ingår i släktet Comptosia och familjen svävflugor. Inga underarter finns listade i Catalogue of Life.